# Fryderyk I Kłótnik
Fryderyk I Kłótnik (ur. 11 kwietnia 1370, zm. 4 stycznia 1428 w Altenburgu) – palatyn saski od 1381, margrabia Miśni (jako Fryderyk IV) od 1407, książę saski i elektor Rzeszy Niemieckiej od 1423 z dynastii Wettynów.

## Życiorys
Był synem margrabiego Miśni i landgrafa Turyngii Fryderyka III Srogiego, który panował w Miśni i Turyngii wraz ze swymi dwoma braćmi. Gdy ojciec umarł w 1381 r. obaj jego bracia jeszcze żyli, i choć Fryderyk otrzymał po śmierci ojca tytuły margrabiego Miśni i landgrafa Turyngii faktycznie nie panował. W kolejnym roku dokonany został podział Miśni i Turyngii między członków rodu: Fryderyka i jego młodszego brata Wilhelma oraz ich stryjów, Wilhelma I Jednookiego i Baltazara. Na mocy tego podziału Wilhelmowi Jednookiemu przypadło margrabstwo Miśni, Baltazarowi Turyngia, zaś Fryderykowi wspólnie z bratem niewielkie terytorium z Lipskiem i Altenburgiem, i mimo że obaj nie zrzekli się tytułów nie sprawowali władzy w Miśni i Turyngii. Fryderyk powiększał swoje włości poprzez zakup kolejnych terytoriów w Turyngii i Frankonii.
W tym okresie Fryderyk uczestniczył w licznych wojnach, m.in. udał się do Prus wspomagać zakon krzyżacki w walce przeciwko Jagielle. Gdy król czeski Wacław IV Luksemburski wydał swoją córkę Annę, obiecaną wcześniej Fryderykowi, za króla Anglii Ryszarda II, Fryderyk zaangażował się w politykę antyluksemburską.
Po śmierci stryja Wilhelma Jednookiego w 1407 r. Fryderyk z bratem Wilhelmem objął panowanie w margrabstwie Miśni. Kilkuletni spór o to dziedzictwo z kuzynem Fryderykiem IV (który w 1406 r. odziedziczył Turyngię po śmierci jego ojca Baltazara, stryja Fryderyka) zakończył układ zawarty w 1410 r. Wtedy także Fryderyk podzielił się z bratem Wilhelmem znajdującym się pod ich władzą terytorium (Fryderykowi przypadła większość Miśni), choć później bracia nadal ze sobą współpracowali (Wilhelm zmarł w 1425 r. nie pozostawiając dziedzica, przez co wówczas Fryderyk na powrót zjednoczył Miśnię). Jeszcze przed podziałem, w 1409 r. bracia wspólnie ufundowali uniwersytet w Lipsku (korzystając z obecności studentów i profesorów, którzy uciekli z Pragi).
W 1417 r. król Niemiec Zygmunt Luksemburski potwierdził fakt przejęcia Miśni przez Fryderyka i Wilhelma. W latach 1420–1421 Fryderyk uczestniczył w walkach przeciwko husytom u boku Zygmunta, dzięki czemu w 1422 r. mógł dokonać kolejnych niewielkich nabytków terytorialnych. W tym samym roku zmarł ostatni z askańskich książąt Saksonii i Fryderyk uzyskał w styczniu 1423 r. od Zygmunta nadanie tego księstwa, stając się tym samym (mimo sprzeciwów askańskich książąt Saksonii-Lauenburga) jednym z elektorów Rzeszy.
Ostatnie lata życia wypełniła mu walka wraz z Zygmuntem Luksemburskim przeciwko husytom. Zmarł w wieku 57 lat, został pochowany w początkowo w Altenburgu, a następnie jego ciało przeniesiono do katedry w Miśni. Saksonię odziedziczyli po nim jego czterej synowie, z czego tytuł elektorski przypadł w udziale najstarszemu, Fryderykowi II Łagodnemu.
Jest uznawany za władcę, który położył (głównie sięgając po elektorat saski) podwaliny pod późniejszą potęgę rodu Wettinów.

## Rodzina
Fryderyk był żonaty od 1402 r. z Katarzyną, córką księcia Brunszwiku-Lüneburga Henryka I, ich dziećmi byli m.in.:
- Fryderyk II Łagodny, zm. 1464, elektor saski,
- Zygmunt, zm. 1471, biskup Würzburga
- Anna, zm. 1462, żona Ludwika I Zgodnego, landgrafa Hesji
- Katarzyna, zm. 1476, żona Fryderyka II Żelaznego, margrabiego Brandenburgii
- Henryk, zm. 1435
- Wilhelm, zm. 1482, landgraf Turyngii